# Samuel Johan Kronblad
Samuel Johan Kronblad, född den 20 oktober 1830 i Älghults församling, död den 23 augusti 1891 i Virestads prästgård, var en svensk präst.
Kronblad var den mellersta av tre söner till torparen Nils Carlsson och dennes hustru Rebecca Danielsdotter. Han studerade teologi och antog under studietiden efternamnet Kronblad. 1871 blev han kyrkoherde i Linneryds församling och 1884 kontraktsprost. Han avled under en operation. 
Kronblad var från 1865 gift med Ida Götilda Koraen (1841–1913). Paret fick fyra döttrar och två söner samt hade därutöver en fosterson. Efter makens död bosatte familjen sig i Göteborg.